# Sierra de Godall
La Sierra de Godall es un Lugar de Importancia Comunitaria situado en la provincia de Tarragona, Comunidad Autónoma de Cataluña, España. Es una sierra prelitoral caliza de unos 10 km de longitud. Presenta una orientación NE-SO, paralela a la Sierra de Montsiá que sigue la línea del litoral. Se encuentra separada de ésta por el valle de Ulldecona y Freginals.
Está protegida por el Plan de Espacios de Interés Natural (PEIN) de la Generalidad de Cataluña mediante el Decreto 328/1992 y recogida dentro de la Red Natura 2000 mediante el Acuerdo del Gobierno 112/2006, de 5 de septiembre, que aprobó la red Natura 2000 en Cataluña.

## Geografía
El área protegida se extiende por un total de 1782,44 ha entre los municipios donde se encuentra esta sierra en la comarca de Montsià:
- Godall     1227,39 ha
- Ulldecona   431,46 ha
- Freginals   123,41 ha
- La Galera     0,18 ha

La sección sur del sistema de la Sierra de Godall se conoce también como «Sierra Grossa» y «Montes Blancos» en Ulldecona y la sección norte como «Sierra de la Galera». Estos nombres, sin embargo, no son de uso general, y el conjunto de la cordillera, bastante compacto y homogéneo, es más conocido como "Sierra de Godall".
La sierra de Godall es una cordillera de montañas no muy elevadas y redondeadas con una elevación máxima de 397,6 metros en la Mola. En el extremo sur de este sistema se encuentran el Castillo de Ulldecona y el Cerro del Molino Nuevo. Geológicamente el conjunto formado por la sierra de Godall -fosa de Ulldecona / Freginals- Sierra del Montsià es muy similar al conjunto formado por las Atalayas de Alcalá- fosa de Santa Magdalena de Pulpis / Alcalà de Xivert - Sierra de Irta situada más al sur. Estos conjuntos forman la transición entre el Sistema Mediterráneo Catalán y el Sistema Ibérico. Geológicamente es una brusca elevación montañosa, constituida por dolomitas y calizas dolomíticas del Jurásico superior y calizas del Valanginiense y Barremiense.

## Biodiversidadd
La función principal de los espacios naturales protegidos de Cataluña es conservar muestras representativas de la fauna, la flora y los hábitats propios del territorio, de forma que se puedan desarrollar los procesos ecológicos que dan lugar a la biodiversidad -la amplia variedad de ecosistemas y seres vivos: animales, plantas, sus hábitats y sus genes-.

### Vegetación
Las comunidades vegetales están formadas mayoritariamente por matorral, que contiene también palmito (Chamaerops humilis). La vegetación es generalmente baja y de tipo mediterráneo. En algunas zonas hay cultivos de algarrobo, almendro y olivo.

### Fauna
Este Espacio es territorio de caza del águila perdicera (Hieraaetus fasciatus) y tiene, junto con los secanos de Montsiá, la mejor población del aguilucho cenizo (Circus pygargus) de Cataluña. 
Las especies presentes son: 
Circaetus gallicus, Circus cyaneus, Circus pygargus, Aquila chrysaetos, Hieraaetus fasciatus, Falco peregrinus, Bubo bubo, Galerida theklae, Lullula arborea, Anthus campestris, Oenanthe leucura, Sylvia undata.